# NRP Albacora (S163)
O NRP Albacora (S163) é um submarino da Classe com o mesmo nome.
Foi o primeiro submarino de quatro a incorporar a 4.ª Esquadrilha de Submarinos da Armada Portuguesa, tendo entrado ao serviço a 1 de Outubro de 1967.

## Equipamento
- 2 motores diesel SEMT-PIELSTICK de 1 300 b.h.p.;
- 2 motores eléctricos de 1 600 b.h.p. (450 Kw) 2 veios;
- Radar DRUA 31 A uma antena APV rotativa, uma APR no periscópio. (actual) K.H. 1 007;
- Radar de superfície: Thomson CSF Calypso II;
- Sonar Thomson Sintra DSUV 2;
- Contramedidas ESM.

### Armamento
- 12 tubos lança-torpedos de 550 mm. 8 avante, 4 a ré.